# Малая Медянка
Малая Медянка — река в России, протекает в Юрьянском районе Кировской области. Устье реки находится в 7,7 км по правому берегу реки Медянка. Длина реки составляет 14 км.
Исток реки западнее деревни Колышманы (Подгорцевское сельское поселение). Река течёт на юго-восток по лесному массиву. Притоки — Волга, Безымянный, Селячиха (правые); Козловка, Чернушка. Близ реки стоит село Подгорцы, центр Подгорцевского сельского поселения и деревни Гавричи, Моргуново и Полом. Впадает в Медянку выше посёлка Мурыгино. Ширина реки у устья — 6 метров, на берегах рядом с устьем садовые участки.

## Данные водного реестра
По данным государственного водного реестра России относится к Камскому бассейновому округу, водохозяйственный участок реки — Вятка от города Киров до города Котельнич, речной подбассейн реки — Вятка. Речной бассейн реки — Кама.
По данным геоинформационной системы водохозяйственного районирования территории РФ, подготовленной Федеральным агентством водных ресурсов:
- Код водного объекта в государственном водном реестре — 10010300312111100034181
- Код по гидрологической изученности (ГИ) — 111103418
- Код бассейна — 10.01.03.003
- Номер тома по ГИ — 11
- Выпуск по ГИ — 1